# Gate Fulford
Gate Fulford var en civil parish från 1866 till 1900 då den blev en del av York, i grevskapet East Riding of Yorkshire (nu North Yorkshire), i England. Denna civil parish hade 7 536 invånare år 1891. Byn nämndes i Domedagsboken (Domesday Book) år 1086, och kallades då Foleforde/Fuleford/Fuleforde.